# Direitos dos trabalhadores do sexo

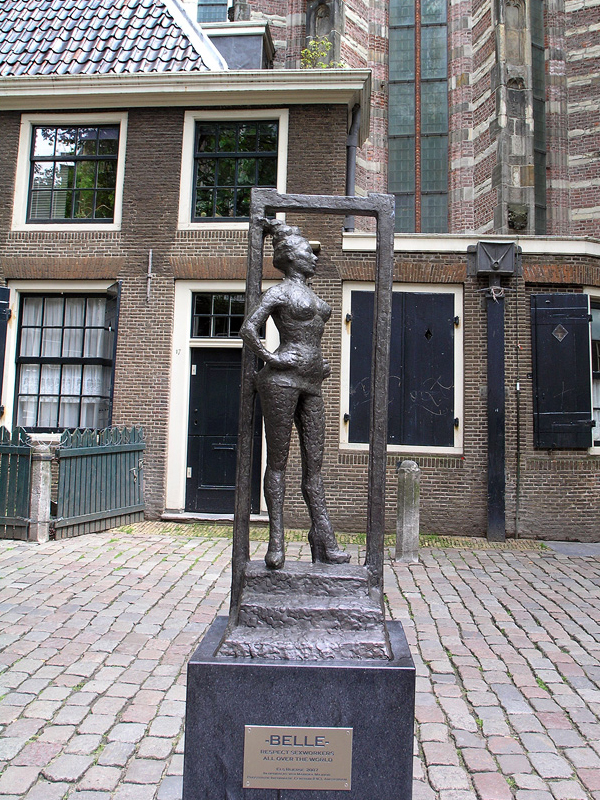
Estátua de bronze Belle no distrito da luz vermelha de Amsterdã (De Wallen), em frente à Oude Kerk. Foi inaugurada em março de 2007 com a inscrição "Respeite os trabalhadores do sexo em todo o mundo".

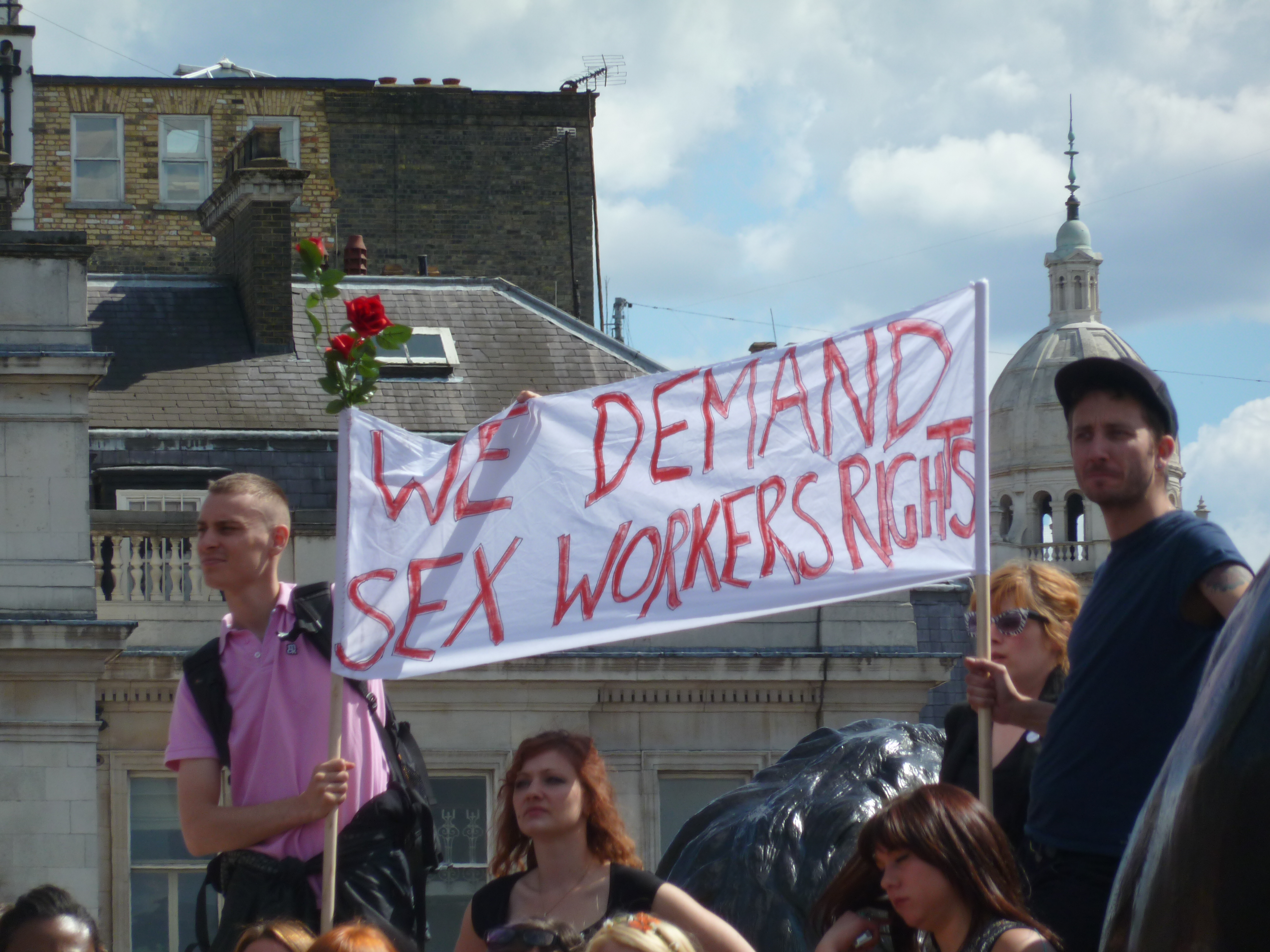
Manifestação pelos direitos dos trabalhadores do sexo em Londres, Inglaterra, 2011

Direitos dos trabalhadores do sexo abrangem uma variedade de objetivos perseguidos globalmente por indivíduos e organizações que envolvem especificamente os Direitos humanos, o Direito à saúde e os Direitos trabalhistas dos trabalhadores do sexo e de seus clientes.
O termo trabalho sexual, cunhado em 1978 como ferramenta linguística para a organização trabalhista, refere-se, principalmente, à prostituição, mas também abrange artistas de vídeo adulto, operadores de sexo por telefone, modelos de webcam, dançarinos em casa de strip-tease e outros que prestam serviços de natureza sexual. Alguns estendem o uso do termo para incluir "pessoal de apoio", como gerentes, agentes, videomakers, seguranças de boate, entre outros.
O debate sobre o trabalho sexual é frequentemente caracterizado como uma questão dos Direitos das mulheres, sobretudo por aqueles que argumentam que a prostituição é inerentemente opressora e buscam criminalizá-la ou mantê-la ilegal; contudo, há também muitos indivíduos do sexo masculino e não-binários que prestam serviços sexuais. A maioria dos trabalhadores do sexo não deseja ser rotulada como criminosos e considera que as leis contra a prostituição, a pornografia e outros aspectos da Indústria do sexo contribuem para a violência, violando, assim, seus direitos.
Desde o uso de guarda-chuvas vermelhos por trabalhadores do sexo em Veneza, Itália, em 2001 — parte da 49ª Bienal de Veneza de Arte —, um guarda-chuva vermelho tornou-se o símbolo internacionalmente mais reconhecido dos direitos dos trabalhadores do sexo.

## Visões

### Discriminação e estigmatização
Na maioria dos países, mesmo naqueles onde o trabalho sexual é legal, os trabalhadores do sexo – de todas as categorias – sentem que são estigmatizados e marginalizados, o que impede que busquem reparação legal por discriminação (por exemplo, Discriminação racial por parte de um proprietário de casa de strip-tease, demissão de uma posição de ensino devido ao envolvimento na indústria do sexo), não pagamento por parte de um Cliente, agressão ou estupro. Ativistas também acreditam que os clientes dos trabalhadores do sexo podem ser igualmente estigmatizados e marginalizados – em alguns casos, até mais do que os próprios trabalhadores. Por exemplo, na Suécia, Noruega e Islândia, é ilegal comprar atos sexuais, mas não vendê-los (o comprador é considerado culpado, mas não a prostituta).
Em resposta ao crescente movimento de libertação sexual nos Estados Unidos, as Nações Unidas declararam a década de 1970 como a "Década das Mulheres". Contudo, os EUA votaram contra uma convenção da ONU de 1949 que pedia a descriminalização da prostituição, e a prostituição continua ilegal em todos os estados, exceto em alguns condados rurais de Nevada.

### Debates sobre pornografia
Durante as décadas de 1970 e 1980, os temas centrais do discurso feminista acerca da sexualidade das mulheres eram a pornografia, a prostituição e o Tráfico de pessoas. Isso impulsionou a mobilização pelos direitos dos trabalhadores do sexo na América. Carol Leigh é creditada por ter cunhado o termo "trabalho sexual" no início de 1978, e ele foi posteriormente popularizado por um livro publicado em 1989 intitulado Sex Work.
As feministas envolvidas nesses debates possuíam pontos de vista divergentes sobre como eliminar a violência sexual contra as mulheres, sendo categorizadas como Feminismo liberal ou Feminismo radical. Um terceiro grupo é descrito como feminismo sexo-positivo, e essa posição é considerada a verdadeira defesa feminista da pornografia.

#### Feminismo radical
O argumento do lado radical baseia-se na premissa de que a pornografia retrata as mulheres como subordinadas e perpetua a violência contra elas. Algumas das feministas anti-pornografia incluíam Page Mellish, Andrea Dworkin e Catharine MacKinnon.
Dworkin afirmava que a opressão das mulheres ocorre por meio da subordinação sexual e que, para que haja igualdade de gênero, essa subordinação precisa ser eliminada. Assim, ela defende que a pornografia e a prostituição são incompatíveis com a igualdade de gênero. De forma similar, MacKinnon afirma que a pornografia é um ato de violência sexual.
Com base no argumento de que a pornografia viola os Direitos civis, ela e Dworkin propuseram uma lei intitulada "Ordenança dos Direitos Civis Anti-Pornografia", que permitiria às mulheres buscar reparações pelos danos causados pela pornografia via tribunais civis.
Da mesma forma, Page Mellish, fundadora de Feminists Fighting Pornography (FFP), via os problemas enfrentados pelas feministas como enraizados na pornografia. Mellish aliou-se a conservadores em 1992 para lutar pela aprovação da "Lei de Compensação às Vítimas de Pornografia", inspirada na ordenança de Dworkin e MacKinnon.

#### Feminismo liberal
As Feminismo liberal tradicionalmente têm dado menor ênfase aos debates sobre prostituição, dado seu foco abrangente nos direitos das mulheres na vida pública – especialmente os direitos políticos e econômicos. Feministas liberais convencionais, como a Organização Nacional de Mulheres, tendem a se opor à prostituição em princípio, mas mostram certa divisão em relação à política de prostituição e às medidas específicas na luta contra o Tráfico de pessoas, particularmente quanto à criminalização.

#### Feminismo libertário
Por outro lado, as feministas libertárias acreditam que o capitalismo permite que as mulheres façam escolhas livres. Assim, algumas mulheres optam, de forma consciente, por participar da pornografia, assim como em outras formas de trabalho. O principal foco de sua luta é contra a censura, independentemente de concordarem pessoalmente com a pornografia ou não. Nesse lado do debate estão ativistas como Gayle Rubin e Lynn Chancer. Rubin argumenta que as leis anti-pornografia poderiam prejudicar minorias sexuais – como gays/lésbicas, trabalhadores do sexo e feministas – ao criar novos problemas e formas de abuso decorrentes da utilização limitada de pornografia que demonstra os casos mais extremos de violência, como o Sadomasoquismo.
De modo similar, Chancer argumenta que é possível que tais imagens circulem de maneira consensual e legal, enquanto sentimentos genuínos de prazer são experimentados sem que as mulheres se sintam subordinadas.
Ela também afirma que algumas feministas acreditam que a pornografia prejudica as mulheres ao incentivar a violência contra elas, quando, na realidade, isso não ocorre. Assim, conclui que as feministas radicais encaram a pornografia como uma solução imediata para um problema social muito mais amplo.

#### Feminismo sex-positivo
Feministas sex-positivas defendem que nenhuma forma de expressão sexual deve ser demonizada, exceto aquela que não seja consensual. Uma das principais defensoras dessa perspectiva é Carol Queen. Ela argumenta que as feministas radicais provavelmente generalizam em demasia no que se refere às mulheres, sem levar em conta circunstâncias mais complexas, como o Sadomasoquismo e a prostituição. Elisa Glick também sustenta que as configurações de poder dentro dos relacionamentos não impedem que as mulheres exerçam esse poder, podendo inclusive capacitá-las para fazê-lo.
No auge do movimento – especialmente após os distúrbios de Stonewall – feministas sex-positivas se uniram a outras organizações, como o Frente de Libertação Gay, com o intuito de promover uma revolução. Isso implicava derrubar o capitalismo, rejeitar ideias heteronormativas e centralizar os direitos humanos.
Embora alguns objetivos comuns fossem a descriminalização, a desestigmatização e o aumento das oportunidades econômicas, sociais e legislativas – especialmente para trabalhadores do sexo trans e de cor.
A primeira organização de trabalho sexual, Cancele suas velhas éticas cansadas, foi fundada em 1973 por Margo St. James. Apesar de atuar em uma ampla gama de questões, concentrou-se, sobretudo, no tratamento desigual recebido pelas trabalhadoras do sexo em comparação aos trabalhadores masculinos. Mulheres prostituídas compunham 90% das prisões, enquanto os prostitutos homens frequentemente eram liberados.

#### Homens e a pornografia
Há debates sobre se o consumo de pornografia entre os homens é benéfico para o seu bem-estar. Em um estudo com mais de 300 homens, de 18 a 73 anos, 97% relataram ter assistido pornografia, 94% afirmaram ter feito isso nos últimos 6 meses e 82% disseram fazê-lo de forma que considerariam "regular". Homens de todas as idades relatam uma experiência geral positiva com a pornografia, embora os mais jovens expressem aspectos negativos com maior intensidade – o que, segundo os pesquisadores, pode ocorrer porque a pornografia distorce suas percepções sobre o sexo.

### "Guerras do Sexo" – debate
Os debates sobre pornografia abriram espaço para o surgimento dos chamados debates das "Guerras do Sexo", título atribuído por estudiosas feministas. Esses debates, iniciados na década de 1980, concentraram-se nas formas como as mulheres eram retratadas nas relações sexuais heterossexuais. A premissa central do Movimento anti-pornografia baseia-se no argumento de que a pornografia é degradante e violenta contra as mulheres. Essas Feministas também acreditam que a pornografia encoraja os homens a se comportarem de forma violenta contra as mulheres.
Contudo, feministas liberais argumentaram que esse raciocínio não leva em conta o prazer que as mulheres podem experimentar, afirmando que tais argumentos podem, ao contrário, sujeitá-las a um grau ainda maior de subordinação.
Assim, os debates passaram a se concentrar no papel da dominação nas relações heterossexuais e em como essa dominação se transfere para outras áreas da vida das mulheres. Essas teorias sobre a sexualidade masculina, a objetificação e a sexualidade feminina são controversas, pois influenciaram debates posteriores acerca do tráfico sexual, nos quais se distingue entre trabalhadores coagidos e trabalhadores voluntários.
O debate sobre tráfico humano surgiu como resultado desse movimento. As discussões atuais giram em torno de saber se a melhor forma de proteger as mulheres seria por meio da abolição, criminalização, descriminalização ou legalização.

#### Legalização
Defensores dos direitos dos trabalhadores do sexo que lutam pela legalização ou descriminalização da prostituição afirmam que criminalizar atos sexuais consensuais entre adultos cria um mercado negro, o que agrava o problema do tráfico forçado em vez de reduzi-lo. Criticam a atitude paternalista das chamadas "missões de resgate", em que batidas policiais tratam todos os trabalhadores do sexo como se necessitassem ser "salvos", sem diferenciar a minoria coagida da vasta maioria que atua voluntariamente.
Além disso, feministas liberais – como Ronald Weitzer e Gayle Rubin – argumentam que definir o trabalho sexual como inerentemente violento criou um "pânico moral" que influencia o discurso político.
Eles afirmam que esse "pânico" levou à construção de uma vítima de tráfico, que pode ser uma Trabalhadora do sexo migrante. Esses defensores ressaltam que essa abordagem pode ser contraproducente, pois não protege aquelas mulheres que ingressam no trabalho sexual de forma voluntária.

#### Criminalização
Opositores do movimento pelos direitos dos trabalhadores do sexo, como Melissa Farley e Janice Raymond, argumentam que a prostituição deve ser abolida, pois a legalização pode aumentar os casos de tráfico humano.
O New UN Trafficking Protocol de Raymond sustenta que muitas vítimas são traficadas para países onde o trabalho sexual é legalizado ou descriminalizado e, por serem traficadas sob o disfarce de migrantes, não são protegidas. Raymond também argumenta que é impossível separar a exploração vivida por prostitutas locais da exploração sofrida por prostitutas traficadas, pois são muito semelhantes. Assim, para acabar com a escravidão sexual, o relatório declara que todos os envolvidos no trabalho sexual precisam ser criminalizados para que a indústria seja abolida.
De forma semelhante, Farley argumenta que o envolvimento no trabalho sexual voluntário é uma decisão tomada por mulheres na ausência de alternativas, e, portanto, não pode ser caracterizado como uma escolha livre.

## Legalidade da prostituição
A maioria dos ativistas que defendem políticas para proteger os trabalhadores do sexo da violência divide-se basicamente em duas categorias: abolicionismo ou criminalização, e legalização ou descriminalização do trabalho sexual.

### Abolicionismo ou criminalização
Os primeiros reformadores identificaram o problema central da prostituição como o desejo masculino (Luxúria) que atrai mulheres inocentes para uma vida depravada como prostitutas.
Assim, os defensores abolicionistas entendem que a prostituição é um sistema exploratório prejudicial às mulheres envolvidas.
Portanto, esses ativistas acreditam que, para prevenir a violência contra as mulheres, clientes, cafetões e proxenetas devem ser punidos, de forma a desmantelar toda a instituição.
Como essa abordagem baseia-se na ideia de que as mulheres são vítimas indefesas, seus opositores a consideram paternalista e pouco empoderadora para as mulheres.
Um estudo conduzido por Melissa Farley, uma das defensoras conhecidas do abolicionismo da prostituição, e seus colegas sugere que a violência é uma parte intrínseca da prostituição, com a probabilidade de violência aumentando conforme os anos de envolvimento. Esse estudo também conclui que a prostituição tende a ser multifacetada em termos traumáticos.
Farley e colaboradores utilizaram os Países Baixos como exemplo de um país para sustentar a ideia de que a prostituição legalizada pode ainda causar danos aos envolvidos, constatando que mais de 90% dos trabalhadores do sexo apresentavam sintomas de Transtorno de estresse pós-traumático. Assim, esses defensores advogam pelo abolicionismo e criminalização como meio de proteger os trabalhadores do sexo.
Defensores da criminalização afirmam que a proteção das mulheres contra a violência interpessoal passa por punir tanto os trabalhadores do sexo quanto os clientes pela participação na compra e venda de sexo.

#### Apoio à criminalização
Muitos defensores do abolicionismo ou da criminalização da prostituição utilizam argumentos baseados em estudos sobre os efeitos da prostituição em países onde ela é legalizada ou descriminalizada.

### Legalização ou descriminalização
Por outro lado, os defensores da legalização ou descriminalização acreditam que a compra e venda de sexo continuará independentemente da proibição, sendo, portanto, necessário que o governo desenvolva políticas e leis que regulem essa atividade para prevenir a violência de forma eficaz.
Eles argumentam que um sistema que proíbe a prostituição cria um ambiente Opresivo para os trabalhadores do sexo.
Defensores dessa visão também recomendam que sejam implementadas políticas que restrinjam o tráfico e a exploração dos trabalhadores do sexo.

#### Apoio à descriminalização ou legalização

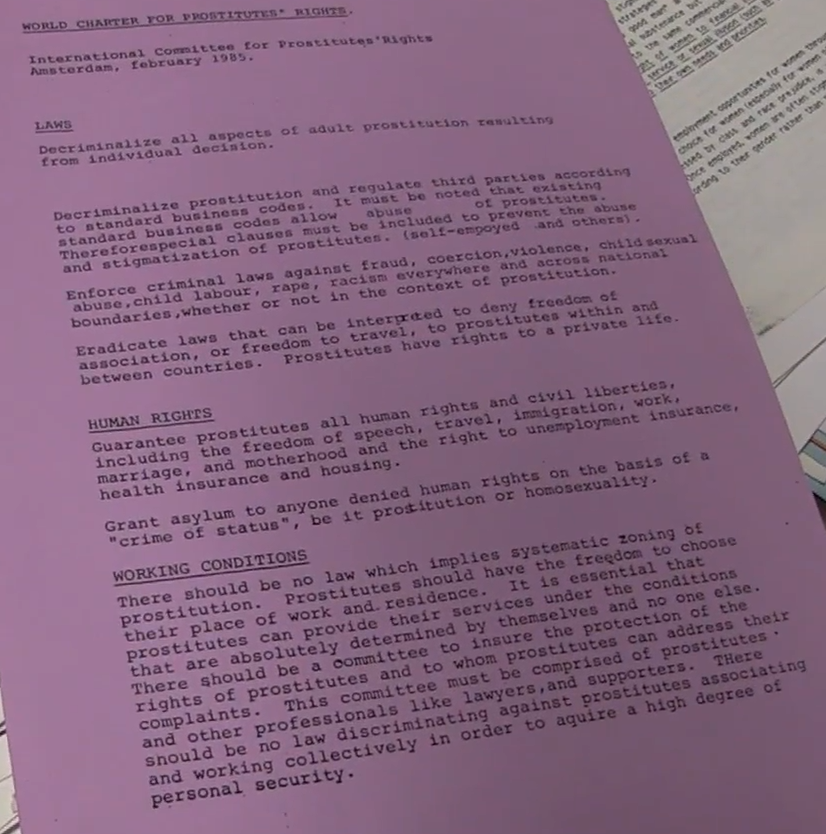
Página 1/2 de uma cópia original da Carta Mundial dos Direitos das Prostitutas (1985)

A legalização do trabalho sexual frequentemente impõe restrições e exigências adicionais aos trabalhadores do sexo, como o registro junto a órgãos governamentais. Ademais, muitos ativistas preferem a descriminalização à legalização. A descriminalização foca em leis que protejam os direitos dos trabalhadores do sexo – por exemplo, impedindo a coerção para entrar ou permanecer no trabalho sexual – enquanto todo contato sexual consensual entre adultos não seria criminalizado.
A primeira linha da Carta Mundial dos Direitos das Prostitutas, redigida e adotada pelo Comitê Internacional dos Direitos dos Trabalhadores do Sexo na Europa em 15 de fevereiro de 1985, afirma: "Descriminalizar todos os aspectos da prostituição adulta resultantes de decisão individual."
Ronald Weitzer, conhecido defensor da legalização/descriminalização da prostituição, afirmou que o uso de evidências não científicas sobre a prostituição contribuiu para um "pânico moral", pois os opositores costumam argumentar que a prostituição é inerentemente violenta e incontrolável. Contudo, ele também afirma que outros governos conseguiram rejeitar essa noção e encontrar formas de regulá-la, utilizando Nevada como exemplo.
A seguir, listam-se algumas das principais premissas do movimento pró-legalização e pró-descriminalização da prostituição:
- A descriminalização ou legalização pode proteger os trabalhadores do sexo da violência de forma mais eficaz, por meio, por exemplo, de segurança in loco em estabelecimentos (como bordéis) e sistemas como o botão de pânico, além de permitir que denunciem abusos ou crimes à polícia sem o receio de serem processados.
- A prostituição é uma opção de carreira na qual o Mercado livre é explorado e as reivindicações das mulheres sobre seus próprios corpos são respeitadas.
- A prostituição é uma escolha livre.
- A prostituição é uma transação em que ninguém é prejudicado e todas as pessoas envolvidas são adultos que consentem.
- O Tráfico sexual e a coerção para ingresso na indústria podem ser significativamente reduzidos se o trabalho sexual for legalizado ou descriminalizado.
- O trabalho sexual poderia se transformar num negócio legal, garantindo que os direitos humanos e os Direitos dos trabalhadores sejam efetivados por meio de uma regulação eficaz, como o pagamento justo.
- O trabalho sexual não é mais imoral ou Imoral do que outras ocupações.
- A criminalização dos trabalhadores do sexo agrava os problemas que eles já enfrentam. Assim, a descriminalização ou legalização pode ser o ponto de partida para resolver tais questões.[37]
- As taxas de estupro poderiam diminuir se a prostituição fosse legalizada ou descriminalizada.
- Sempre haverá pessoas dispostas a pagar por sexo e pessoas dispostas a oferecê-lo. Criminalizar o trabalho sexual consensual não beneficiará ninguém.[38]
- A disseminação de Infecções sexualmente transmissíveis pode ser contida por meio da legalização ou descriminalização da prostituição, através de exames de saúde regulares e uso obrigatório de Preservativo.

A descriminalização conta com o apoio de acadêmicos, organizações de direitos humanos – como a Amnesty International, Human Rights Watch e a American Civil Liberties Union – agências da ONU, como a UNAIDS, a OMS e o PNUD, organizações LGBT como a ILGA e a Lambda Legal, bem como organizações anti-tráfico, como a Global Alliance Against Traffic in Women, a La Strada International e a Freedom Network USA.

## Emprego
Dependendo da legislação regional, as atividades dos trabalhadores do sexo podem ser regulamentadas, controladas, toleradas ou proibidas. Por exemplo, a prostituição é ilegal em muitos países, mas é totalmente legalizada em várias jurisdições – como nos Países Baixos, na Alemanha, em alguns estados australianos e em alguns condados do estado de Nevada nos EUA. As restrições legais a essa ocupação levam à adaptação de práticas que visam manter os trabalhadores do sexo seguros e empregados.

### Questões de emprego em casas de strip-tease
Tanto no Canadá quanto no Reino Unido, as dançarinas em casa de strip-tease são contratadas independentes que não conseguem se organizar devido à dificuldade de contestar os empregadores por meio de ação coletiva.
No Reino Unido, um estudo que investigou as experiências das dançarinas revelou que, frequentemente, quando o casa de strip-tease promovia estratégias de marketing, as dançarinas eram obrigadas a trabalhar sem remuneração. Além disso, elas podiam ser compelidas a promover eventos gratuitamente, conforme as regras internas do estabelecimento. Ao tentar reclamar, as dançarinas eram ameaçadas de demissão pelos proprietários. O estudo apontou também que as dançarinas precisavam pagar taxas a "house moms" e DJs, além de serem pressionadas a comprar bebidas para clientes e colegas.
As taxas (house fees) cobradas das dançarinas, por vezes, não eram dispensadas ou reduzidas. Ademais, os clubes podem continuar a contratar mulheres mesmo em períodos de recessão econômica, o que, segundo elas, reduz seu potencial de ganho.
Ainda, as dançarinas podem não receber remuneração por suas apresentações no palco, pois estes são vistos como parte da autopromoção. No Reino Unido, o clube costuma reter cerca de 30% da comissão.
Outra forma de lucro dos clubes ocorre por meio de multas e gorjetas. O estudo constatou que multas podem ser aplicadas por mascar chiclete, uso de telefone celular na pista e atrasos, e que as dançarinas costumam oferecer gorjetas aos funcionários para que estes encaminhem clientes até elas.
Na cidade canadense de Toronto, os trabalhadores devem possuir uma licença de artista adulto, concedida somente após verificação de antecedentes criminais e o envio de um formulário. Os candidatos pagam, inicialmente, cerca de C$400 e, posteriormente, uma taxa anual de renovação de C$270. Regulamentos municipais estabelecem os padrões que os trabalhadores devem seguir para manter sua licença.

#### Comportamento ilícito ou inapropriado de clientes
Uma pesquisa realizada pelo conselho municipal de Toronto em 2012 visava reavaliar os regulamentos referentes ao licenciamento dos trabalhadores do sexo em clubes de strip-tease. O aspecto mais importante foi a reavaliação da regra de "não tocar", especificando áreas do corpo, para evitar que as pessoas fossem multadas por contatos físicos casuais aceitáveis. Dos trabalhadores do sexo que responderam à pesquisa, 67% afirmaram ter sido agredidos sexualmente ou tocados sem consentimento, enquanto as respostas dos empregadores foram: 2% chamaram a polícia, 34% pediram que o cliente se retirasse, 22% ignoraram o incidente, 4% culparam a dançarina e 14% consideraram os episódios como parte do trabalho.

### Empreendedorismo digital
Pesquisas indicam que formas de empreendedorismo digital feminino, como o trabalho sexual, são frequentemente deslegitimadas devido às suposições socioculturais que "[definem] o trabalho sexual feminino como trabalho ilegítimo." Historicamente, o trabalho feminino tem sido desvalorizado e a Hipersexualização do mesmo, enquanto o Trabalho reprodutivo é desconsiderado economicamente, restringindo os direitos de quem o exerce.
Esse setor continua crescendo anualmente, embora a instabilidade financeira persista.
Homens que fazem sexo com homens frequentemente utilizam Aplicativos de paquera e sites como porta de entrada para o trabalho sexual.
Alguns homens podem recorrer a códigos para contornar censores, correndo o risco de serem denunciados ou banidos.
Trabalhadores do sexo que ingressam nesse ramo por meio desses aplicativos podem estar mal equipados para gerenciar riscos, como Infecções sexualmente transmissíveis, e para a triagem de clientes, podendo inclusive não se identificar como trabalhadores do sexo devido ao caráter mais casual dos aplicativos.
Essa perspectiva pode levar à subestimação dos riscos envolvidos.

#### Argentina
A Associação de Prostitutas da Argentina (AMMAR) foi iniciada por Elena Reynaga, que atualmente lidera a rede sul-americana de trabalhadores do sexo RedTraSex.
RedTraSex, estabelecida em 1997, é uma coalizão transnacional composta por diversas organizações de trabalhadores do sexo de 15 países da América Latina e do Caribe, incluindo membros da AMMAR.
A líder da AMMAR, Sandra Cabrera, foi assassinada em 2004 por sua atuação no ativismo.

#### Paraguai
A Associação de Mulheres Prostitutas do Paraguai (UNES), cuja secretária executiva Lucy Esquivel tem participado da rede sul-americana de trabalhadores do sexo RedTraSex, atua em diversos locais, sendo que um deles trabalha para prevenir o mau tratamento ou a exploração sexual dos trabalhadores.
Lucy Esquivel luta para demonstrar o valor do trabalho das mulheres na sociedade paraguaia e pelos direitos dos trabalhadores do sexo.

#### Canadá
A aprovação do Projeto de Lei C-36 em 2014 (a Lei de Proteção das Comunidades e das Pessoas Exploradas) criminalizou a compra de serviços sexuais no Canadá.
Essa medida estigmatizou o trabalho sexual, ao condenar a clientela e posicionar os trabalhadores como vítimas de exploração sexual.
A criminalização da compra de serviços sexuais criou condições de trabalho mais arriscadas, pois os serviços passaram a ser prestados de forma clandestina para evitar a fiscalização policial.
Por exemplo, os trabalhadores do sexo passaram a apressar as negociações com os clientes para evitar a ação policial.
Essa lei, denominada "legislação de fim da demanda", tem sido criticada por trabalhadores e ativistas, pois, segundo eles, agrava os danos já sofridos pelos trabalhadores do sexo.
Em fevereiro de 2021, foi anunciado que a Law Foundation de Colúmbia Britânica e um doador anônimo contribuiriam com US$ 1 milhão para a criação de um banco de dados provincial de "Más datas".

#### Índia
Em 10 de março de 2014, a All India Network of Sex Workers – uma rede que reúne organizações de trabalhadores do sexo – fez campanha pelos direitos à aposentadoria. Representando 90 organizações de trabalhadores do sexo de 16 estados indianos, a rede apresentou uma carta explicando que os trabalhadores do sexo na Índia não são tratados de forma igualitária em termos de seguridade social.
Uma porta-voz da rede informou à mídia que os trabalhadores do sexo na Índia se aposentam "por volta dos 40–45 anos", idade inferior à da população em geral.

#### Países Baixos
Um estudo de Janice Raymond aponta diversas consequências prejudiciais à legalização e descriminalização da prostituição. Uma das consequências mencionadas é que a prostituição pode ser vista como uma opção normal para pessoas de baixa renda, o que pode levar à exploração de mulheres pobres, sem promover seu empoderamento. Melissa Farley apoiou essa ideia, afirmando que a maioria das mulheres não decide racionalmente ingressar na prostituição; antes, o ingresso ocorre como uma estratégia de sobrevivência, deixando-as com uma escolha comparável à escravidão voluntária.
Além disso, Raymond afirma que os negócios do setor podem oferecer serviços a qualquer homem, o que teria levado a um aumento na Desigualdade de gênero, pois as mulheres teriam de aceitar que a prostituição se tornasse uma nova norma.
Ela sustenta que até mesmo homens Deficientes podem receber serviços sexuais, e que seus Cuidadores (principalmente mulheres) são obrigados a auxiliá-los em atos sexuais.
Outra consequência apontada por Raymond foi o aumento da prostituição infantil nos Países Baixos. Ela sugere que isso ocorre porque os Países Baixos criaram um ambiente que favorece a prostituição por meio de leis relativas à proteção de menores, facilitando o abuso sem penalidades.
Ainda, ela observa que a distinção entre prostituição voluntária e forçada pode ser problemática, pois a ideia de alguém ser forçado à prostituição pode ser excitante para alguns homens, fazendo parte de suas fantasias.
Por fim, outro estudo indica que a legalização ou descriminalização pode ser prejudicial, pois pesquisas com trabalhadores do sexo em contextos legalizados constataram que a violência é encarada como parte do trabalho, com relatos universais de Abuso sexual e Abuso.

#### Estados Unidos

##### Havaí
Uma decisão da Câmara e do Senado do Havaí estava prevista para maio de 2014, após a polícia ter concordado, em março de 2014, em não se opor à revisão de uma lei dos anos 1970 que permitia que policiais infiltrados mantivessem relações sexuais com trabalhadores do sexo durante investigações.
Após protestos iniciais de apoiadores da legislação, todas as objeções foram retiradas em 25 de março de 2014. Uma porta-voz da polícia de Honolulu informou à revista TIME que, no momento da decisão judicial, não havia relatos de abuso da exceção por parte dos policiais.

##### Nevada
Barbara Brents e Kathryn Hausbeck afirmam em seu estudo que a legalização da prostituição em bordéis de Nevada permite uma melhor regulação e proteção para os negócios e os trabalhadores.
O acadêmico Ronald Weitzer corrobora essa ideia ao citar o impacto das inúmeras medidas de segurança que garantem a proteção dos trabalhadores.
O estudo de Brents e Hausbeck sobre os bordéis de Nevada apresenta exemplos de como mecanismos de proteção foram estruturados para abranger todo o processo do atendimento – desde a negociação até a prestação do serviço.
Eles afirmam que a negociação envolve o uso de um interfone, de modo a prevenir traições e permitir que os proprietários verifiquem se os clientes colocam os trabalhadores em risco.
Após a negociação do preço, o dinheiro é pago e retirado da sala pelo trabalhador do sexo. Nesse momento, o trabalhador tem a possibilidade de acionar os Guarda-costas se notar qualquer situação insegura ou desconfortável.
Outro mecanismo de proteção exige que a segurança interrompa o atendimento após o tempo estipulado, para forçar o cliente a sair ou a renegociar o preço, prevenindo que o trabalhador seja coagido a fornecer serviços adicionais sem remuneração.
Por fim, o estudo conclui que os trabalhadores recebem proteção nos bordéis graças à rigorosa aplicação de regras e às relações estabelecidas entre os estabelecimentos e as autoridades policiais locais.
Segundo alguns defensores da legalização, essa proteção cria um ambiente que pode empoderar as mulheres em sua atividade profissional.
Além disso, os defensores afirmam que os trabalhadores devem cumprir regulamentos de saúde e adotar práticas preventivas, o que beneficia tanto os bordéis quanto os trabalhadores, ao criar um ambiente percebido como seguro – fator lucrativo para os estabelecimentos.
Em bordéis de Nevada, é obrigatório que os trabalhadores do sexo sejam submetidos a testes e verificações de saúde; posteriormente, passam por exames periódicos para determinadas Infecções sexualmente transmissíveis.
O uso de Preservativo é mandatório e amplamente divulgado pelos bordéis.
Por fim, os trabalhadores podem examinar os clientes antes de prestar o serviço para garantir que não apresentem sinais visíveis de Infecções sexualmente transmissíveis; em caso de suspeita, o serviço pode ser recusado e o valor reembolsado.

## Riscos associados ao trabalho sexual

### Infecções sexualmente transmissíveis (ISTs)
Em países onde o trabalho sexual é criminalizado ou ilegal, há o risco de que os trabalhadores do sexo contraiam Infecções sexualmente transmissíveis devido à natureza de seu trabalho.
Eles também podem contrair ISTs por meio de coerção ou estupro.
Além disso, a OMS relata que trabalhadores do sexo podem ter acesso negado a serviços de saúde para prevenção e tratamento de doenças devido à natureza de sua ocupação.
Ademais, os trabalhadores do sexo em tais países geralmente evitam buscar serviços de saúde.
Mulheres trans que atuam como trabalhadores do sexo estão particularmente em risco de contrair HIV, com uma soroprevalência estimada de 27,3% internacionalmente.
Ademais, o trabalho sexual é prevalente entre pessoas trans, especialmente jovens.

### Violência física
Um relatório da OMS aponta que a criminalização gera um ambiente no qual as mulheres têm menos probabilidade de denunciar crimes, podendo aceitar violência – como estupro, assassinato, agressões e Sequestro – como parte de seu cotidiano profissional.
O relatório também afirma que os trabalhadores do sexo podem ser alvos de assédio, humilhação e coerção por parte de agentes da forças policiais.
Outros estudos concluem que as taxas de vitimização das prostitutas não são tão elevadas quanto alguns sugerem.
Em 11 de abril de 2018, o Congresso dos Estados Unidos aprovou o Stop Enabling Sex Traffickers Act, conhecido como FOSTA-SESTA, que impõe severas penalidades às plataformas online que facilitam o trabalho sexual.
A lei resultou no fechamento do site de anúncios classificados Backpage e na prisão de seus fundadores.
Sua eficácia tem sido questionada, havendo alegações de que ela colocou os trabalhadores do sexo em risco e se mostrou ineficaz no combate ao tráfico.
Estudos da Red Umbrella Campaign indicam que, ao banir sites que permitem que trabalhadores do sexo anunciem seus serviços, muitos acabam sem alternativa senão atuar na rua ou por intermédio de intermediários – contextos em que o risco de violência é muito maior.
Por exemplo, ao anunciar online, o trabalhador pode realizar verificações, como checar o número do telefone em bancos de dados de abusadores; na rua, essas proteções não existem.

### Violência psicológica
Alguns trabalhadores do sexo são submetidos a manipulações psicológicas por traficantes, que combinam violência e afeto. Nessas relações, pode-se desenvolver a Síndrome de Estocolmo em relação aos abusadores, levando-os a se recusarem a depor contra estes.
O Promotor de Justiça do Condado de Nova York Cyrus Vance Jr. afirmou que esses trabalhadores "costumam ser emocional e economicamente dependentes de seus abusadores, permanecendo em silêncio à medida que seus mundos se tornam menores e mais perigosos".
Contudo, para alguns, a recusa em depor não se deve apenas ao sentimento de dependência, mas também ao medo de retaliação, à desconfiança da polícia, entre outros motivos.

### Impactos da COVID-19
Em 2020, a Pandemia de COVID-19 impactou fortemente a segurança de empreendedoras que atuam fora da Economia formal no trabalho sexual.
Os dois principais impactos na segurança foram a impossibilidade de manter o distanciamento físico e a exclusão do apoio econômico governamental devido à falta de comprovação formal de renda.

## Ativismo

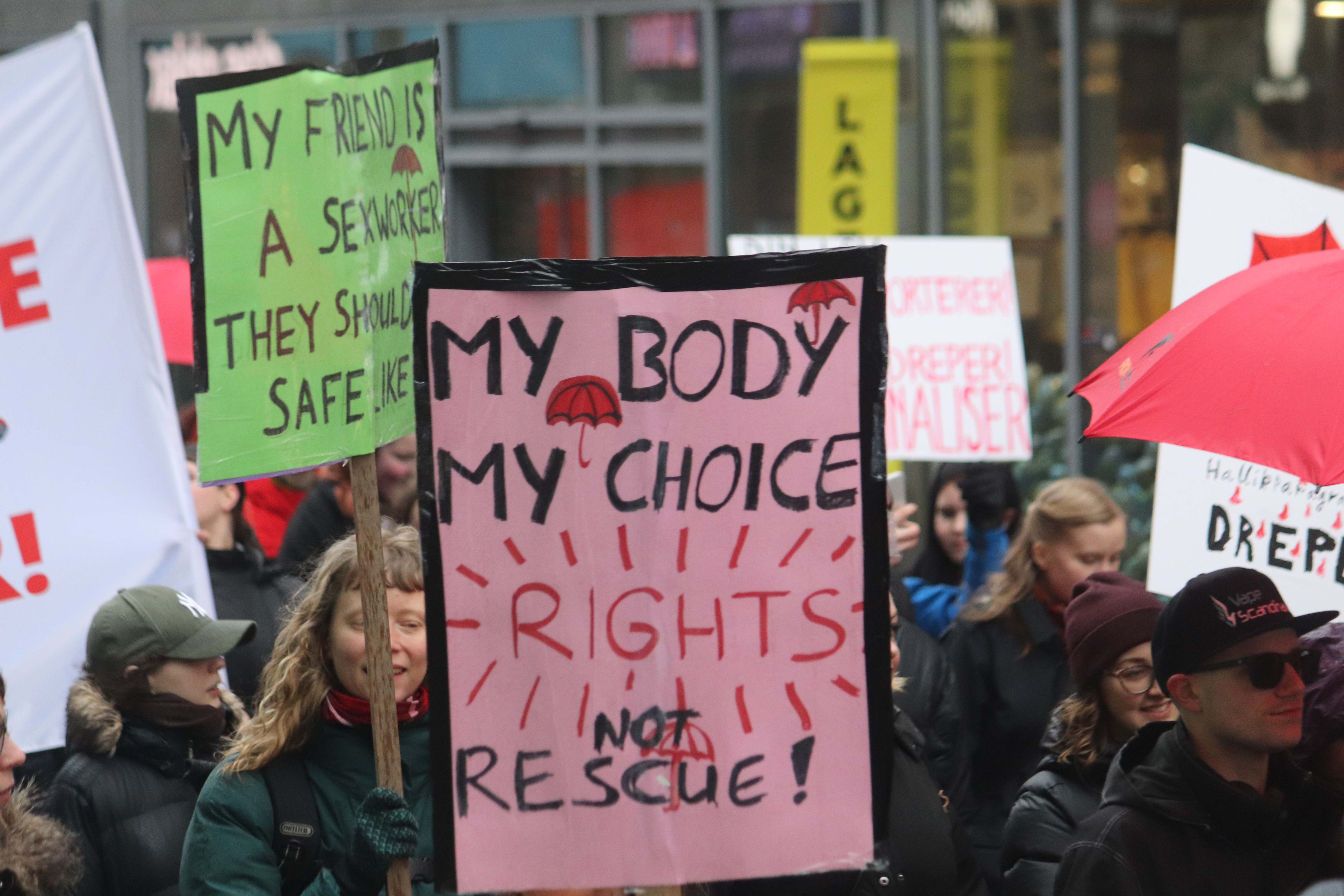
Dia Internacional da Mulher em 2020 em Oslo

Ativistas do trabalho sexual, incluindo diversas organizações Libertarian como a Reason Foundation e o Partido Libertário (Estados Unidos), argumentam que os trabalhadores do sexo devem ter os mesmos direitos humanos e trabalhistas básicos que qualquer outro trabalhador.
Segundo Jacqueline Comte, existem três posições principais acerca das questões envolvendo o trabalho sexual: Federação Internacional Abolicionista, feminismo sexo-positivo e descriminalização do trabalho sexual.
Ela defende que a descriminalização é a melhor postura, pois, com base em sua pesquisa, possibilitaria melhores condições de trabalho, proteção policial e redução da violência contra os trabalhadores do sexo.
Em junho de 2014, o Governo do Canadá tentou aprovar o Projeto de Lei C. 36, que criminalizaria a compra ou publicidade de serviços sexuais.
Organizações como Stella, l'amie de Maimie pressionaram para que a população votasse contra o projeto, argumentando que a Criminalização acarretaria impactos negativos – como aumento da violência, coerção e tráfico humano.
Parte da atuação dessa organização inclui a distribuição gratuita de preservativos, além de fornecer informações e ferramentas por e para os trabalhadores do sexo.
O projeto Sonagachi na Índia é conhecido, entre outras ações, pela prevenção ao HIV/AIDS, promovendo o uso consistente de preservativos.
Outra posição adotada por alguns ativistas é a legalização, que permitiria aos trabalhadores do sexo exercerem sua atividade em condições organizadas (por exemplo, bordéis legais), onde práticas padrão (como uso de preservativos e exames regulares de saúde) podem reduzir a transmissão do HIV e de outras Infecções sexualmente transmissíveis.
Durante a Pandemia de COVID-19, a Suprema Corte da Índia determinou que os governos estaduais providenciassem cestas básicas para os trabalhadores do sexo.

## O guarda-chuva vermelho

O guarda-chuva vermelho é o símbolo mais amplamente reconhecido dos direitos dos trabalhadores do sexo

O símbolo do guarda-chuva vermelho foi introduzido por trabalhadores do sexo em Veneza, Itália, em 2001, durante a 49ª Bienal de Arte de Veneza.
Trabalhadores do sexo também organizaram uma manifestação de rua – a Marcha dos Guarda-Chuvas Vermelhos – em Veneza para protestar contra as condições de trabalho desumanas e as violações dos direitos humanos.
O Comitê Internacional dos Direitos dos Trabalhadores do Sexo na Europa adotou o guarda-chuva vermelho como símbolo de resistência à discriminação, em 2005.
Para o Dia Internacional da Mulher de março de 2014, organizações e ativistas do trabalho sexual de todo o mundo utilizaram o guarda-chuva vermelho em atividades de celebração e protesto.
Por exemplo, eventos do tipo flash mob – nos quais o guarda-chuva vermelho foi utilizado – ocorreram em Sydney, Austrália; em Londres; em Bochum, Alemanha; na Tailândia; nos Países Baixos; e em Peru.

## Movimento
O movimento pelos direitos dos trabalhadores do sexo teve início na década de 1970 e, em muitos países, trabalha para melhorar as condições de trabalho, ampliar benefícios e eliminar a discriminação contra indivíduos que atuam na Indústria do sexo, seja de forma legal ou criminalizada.
O Comitê Internacional dos Direitos dos Trabalhadores do Sexo ganhou destaque na área dos direitos humanos em 1985 ao obter a Carta Mundial dos Direitos das Prostitutas.
Esse movimento continuou a se expandir globalmente.
A Rede Global de Projetos de Trabalho Sexual foi criada em 1992, durante a Conferência Internacional de AIDS em Amsterdã.
A maior parte dos avanços do movimento diz respeito a países Países desenvolvidos.

### Organizações internacionais

#### Rede Global de Projetos de Trabalho Sexual
Rede Global de Projetos de Trabalho Sexual (NSWP) é uma organização fundada em 1990 por trabalhadores do sexo de diferentes países, durante a 2ª Conferência Internacional para ONGs atuantes na luta contra a AIDS, em Paris, França.
A organização recebeu apoio financeiro de instituições como as Open Society Foundations
E afirma realizar uma combinação de advocacy proativo e reativo em políticas.
O NSWP é largamente responsável por popularizar o uso do termo "Trabalhadores do sexo" em substituição a "prostituta".
Seu trabalho de advocacy abrange temas como HIV/AIDS, enfrentamento à discriminação dos trabalhadores do sexo, e participação em pesquisas sobre a profissão.
A organização criou a publicação Research for Sex Work.
Durante a Conferência Internacional de AIDS de 2012, realizada em Kolkata, Índia, ativistas do trabalho sexual de diversos países formaram o Sex Worker Freedom Festival (SWFF), um evento alternativo para trabalhadores do sexo e aliados.
O festival, que durou uma semana, incluiu atividades na zona de luz vermelha de Sonagachi
E representou um protesto contra a exclusão dos trabalhadores do sexo.
O evento também foi realizado em Washington, D.C., EUA.

#### Organização Mundial da Saúde
A World Health Organization publicou um relatório que aborda a violência enfrentada pelos trabalhadores do sexo e sua vulnerabilidade ao HIV/AIDS, apresentando estratégias de intervenção e recomendações políticas do WHO Sex Work Toolkit.
Além disso, outro relatório sobre a prevenção do HIV em países de renda baixa e média trouxe diretrizes baseadas em pesquisas realizadas pela organização, recomendando a descriminalização do trabalho sexual e a eliminação da aplicação indevida de leis e regulamentos não-criminais contra os trabalhadores do sexo.

#### UNAIDS
A UNAIDS elaborou um relatório com sugestões políticas para a Ásia e o Pacífico, incluindo estudos de caso para melhorar o acesso dos trabalhadores do sexo aos serviços de saúde na região.
A ONU também publicou um relatório de desenvolvimento intitulado Sex Work and the Law in Asia and the Pacific, que discute as políticas relacionadas ao trabalho sexual nesses países.
Entre as recomendações estão a descriminalização do trabalho sexual, a oferta de proteções trabalhistas e o apoio ao acesso dos trabalhadores do sexo aos serviços de saúde.
Além disso, a UNAIDS publicou uma estratégia para 2011–2015 intitulada Getting to Zero, com a visão de "Zero novas infecções por HIV, Zero discriminação e Zero mortes relacionadas ao AIDS".
O relatório propõe reduzir pela metade a transmissão do HIV, ampliar o acesso universal à terapia antirretroviral e diminuir pela metade o número de países com leis punitivas relacionadas ao HIV, trabalho sexual, uso de drogas ou atividades homossexuais até 2015.

#### Organização Internacional do Trabalho
A International Labour Organization (OIT) publicou diversos relatórios sugerindo políticas, em sua maioria focadas em reduzir o número de trabalhadores que contraem HIV/AIDS.
A principal iniciativa política da OIT é a Recomendação 200, que discute programas implementados em diferentes países para atender trabalhadores do sexo e seus clientes.
Outro relatório da OIT analisa o trabalho sexual no Camboja, avaliando o trabalho sexual direto e indireto em diversos contextos, e conclui com sugestões políticas.

#### Anistia Internacional
Em agosto de 2015, a Amnesty International pediu a descriminalização mundial do trabalho sexual, afirmando ser a melhor forma de melhorar os direitos humanos dos trabalhadores do sexo.
Em maio de 2016, a organização publicou sua política pedindo aos governos que descriminalizassem o trabalho sexual consensual, rejeitando o Modelo nórdico.

### Organizações regionais

#### Austrália
Scarlet Alliance é o órgão máximo das organizações de trabalhadores do sexo na Austrália e defende a descriminalização total do trabalho sexual, além de oferecer serviços de Ação comunitária e educação sobre HIV/AIDS aos trabalhadores do sexo.
O país é reconhecido por melhores condições de Saúde e segurança ocupacional, alta utilização de Preservativo e as menores taxas de Infecções sexualmente transmissíveis e HIV do mundo.[carece de fontes?]

#### África
Na África do Sul, a Sex Workers Education and Advocacy Taskforce (SWEAT), fundada em 1994 e sediada em Cidade do Cabo, tem fornecido educação e serviços de saúde pública para trabalhadores do sexo.
Ela também realiza lobby pela descriminalização do trabalho sexual e iniciou um programa de pesquisa em 2003.

#### Ásia
A Asia Pacific Network of Sex Workers (APNSW) foi formada em 1994 para oferecer apoio direto aos trabalhadores do sexo na Ásia.
O ativista australiano Andrew Hunter contribuiu para o crescimento da Rede Global de Projetos de Trabalho Sexual.
Na Índia, a Durbar Mahila Samanwaya Committee foi fundada em Kolkata em 1995.
Entre 1995 e 1997, o número de associadas cresceu para cerca de 30.000, composto principalmente por trabalhadoras do sexo de West Bengal.
Em Sonagachi, a Durbar Mahila Samanwaya Committee organizava manifestações contra as batidas policiais anuais direcionadas aos trabalhadores do sexo.
Em Israel, em 2018, a organização comunitária Argaman foi fundada para proteger os direitos dos trabalhadores do sexo.
No Japão, a organização Sex Work And Sexual Health (SWASH) se opõe à escravidão e à exploração.
Recentemente, trabalhadores do sexo têm lutado por inclusão nos auxílios governamentais para desempregados, devido à COVID-19.

#### Europa
TAMPEP é uma organização fundada em 1993 que se dedica às necessidades de Saúde pública dos trabalhadores do sexo na Europa Central e Oriental.
Ela também analisa o marco legislativo em que o trabalho sexual ocorre e utiliza métodos como divulgação, educação e mediadores culturais e de pares para auxiliar os trabalhadores.
Na França, em 1975, 100 trabalhadores do sexo ocuparam a Ocupação da igreja Saint-Nizier por prostitutas de Lyon para protestar contra as precárias condições de trabalho.
No Reino Unido, a Rede Global de Projetos de Trabalho Sexual foi fundada na década de 1990, em Londres, servindo como um ponto de troca de informações para cerca de 40 projetos internacionais.

#### América do Norte
Nos Estados Unidos, Carol Leigh cunhou a expressão Trabalhadores do sexo em 1978.

#### América Latina e Caribe
Em 1888, um grupo de trabalhadores do sexo, Las Horizontales, publicou o jornal La Cebolla.
Fundado em Havana, Turismo em Cuba, Cuba, é a primeira organização conhecida de trabalhadores do sexo.
Embora alegue ser editado por trabalhadores do sexo, estudiosos questionam essa afirmação.
A Associação de Trabalhadoras Autônomas (AAFW), fundada no Equador em 1982, é uma organização de trabalhadores do sexo na América do Sul operada por Profissionais de saúde, feministas e trabalhadores do sexo.
Mulheres uruguaias no comércio do sexo foram as primeiras a se organizar, em 1986, seguidas, em 1987, pela realização da primeira conferência nacional sobre trabalho sexual por duas trabalhadoras brasileiras, Lourdes Barreto e Gabriela Leite.
Em 1988, trabalhadores do sexo da AAFW protestaram contra as precárias condições de trabalho na indústria.

## Datas significativas

### 3 de março: Dia Internacional dos Direitos dos Trabalhadores do Sexo
Esse dia teve início quando mais de 25.000 trabalhadores do sexo se reuniram na Índia para um festival organizado por um grupo de Calcutá chamado Durbar Mahila Samanwaya Committee (Comitê de Síntese Ininterrupta das Mulheres), apesar dos protestos que pressionavam o governo a revogar a permissão para o desfile, em 2001.

### 2 de junho: Dia Internacional dos Trabalhadores do Sexo
Esse dia começou em 2 de junho de 1975, em Lyon, França, quando um grupo de trabalhadores do sexo se reuniu em uma igreja para expressar sua indignação quanto às precárias condições de trabalho e à criminalização a que são submetidos.

### 3 de agosto: Dia dos Trabalhadores do Sexo na China
Em 2009, o Chinese Grassroots Women's Rights Center designou essa data para combater a discriminação enfrentada pelos trabalhadores do sexo na China.

### 17 de dezembro: Dia Internacional para o Fim da Violência contra os Trabalhadores do Sexo
Em 2003, Anne Sprinkle fundou o Sex Workers Outreach Project USA e realizou uma vigília em homenagem às vítimas do Green River Killer, data que passou a ser comemorada como o Dia Internacional para o Fim da Violência contra os Trabalhadores do Sexo.